# Mintzkov
Mintzkov, vroeger Mintzkov Luna geheten, is een Belgische rockgroep uit Lier.

## Biografie
De band raakte bekend door in 2000 Humo's Rock Rally te winnen. De groep behaalde enkele hits, onder andere met Copper, United Something en Mimosa. Begin 2007 kwam hun nieuwe album uit, 360°, dit keer onder de naam Mintzkov. One Equals a Lot, Ruby Red en Return & Smile groeiden alle drie uit tot echte radiohits. Mintzkov bracht begin 2008 het album 360° ook in Duitsland uit. De groep speelde er in 2008 meer dan vijftig concerten. Naast opgemerkte passages op onder andere Haldern Pop, Trix en Taubertalfestival toerde de groep in november 2008 door Europa als support van de Noorse groep Kaizers Orchestra.
In februari 2009 verscheen het album 360° in Denemarken bij het label Slowshark Records en in Finland bij Backstage Alliance. Op 22 februari 2010 verscheen het derde album van Mintzkov, Rising sun, setting sun. De eerste single van dit album was getiteld Opening Fire. Dit nummer behaalde de eerste plaats in het radioprogramma De Afrekening van Studio Brussel. Op 27 september 2013 is het nieuwe album Sky hits ground verschenen. De eerste single van het nieuwe album heet Slow Motion, Full Ahead.
Mintzkov speelde zowel in 2007, 2010 als in 2013 op het Belgische festival Pukkelpop.
Sinds 2018 gaat de band verder als een trio.

## Discografie[1]

### Albums
- M For Means And L For Love (2003)
- 360° (2007)
- Rising Sun, Setting Sun (2010)
- Sky Hits Ground (2013)
- Oh Paradise (2020)

### Singles
- Copper (2001)
- United Something (2003)
- Mimosa
- In Every Crowd
- I Do
- One Equals A Lot (2007)
- Ruby Red
- Return & Smile
- Violetta (2008)
- Opening Fire (2010)
- Author Of The Play
- Finders Keepers
- Automat (2011)
- Mimosa (string version) (2011)
- Slow Motion, Full Ahead (2013)
- Word Of Mouth
- Old Worlds
- Arena
- August Eyes (2020)
- Big Bang
- Unlike The Sun